# San Nicolás Simirao
San Nicolás Simirao är en ort i Mexiko.   Den ligger i kommunen Zinapécuaro och delstaten Michoacán de Ocampo, i den södra delen av landet, 180 km väster om huvudstaden Mexico City. San Nicolás Simirao ligger 1 884 meter över havet och antalet invånare är 335.
Terrängen runt San Nicolás Simirao är kuperad söderut, men norrut är den platt. Runt San Nicolás Simirao är det ganska tätbefolkat, med 93 invånare per kvadratkilometer. Närmaste större samhälle är Acámbaro, 18,2 km nordost om San Nicolás Simirao. I omgivningarna runt San Nicolás Simirao växer huvudsakligen savannskog.